# Сергей Зуев
Сергей Николаевич Зуев е руски футболист, играч на футзал, заслужил майстор на спорта.
Вратар и капитан на клуб „ВИЗ-Синара“, Екатеринбург, сред ключовите играчи на националния отбор по футзал. Според резултатите за 8 сезона е признат за най-добър вратар на руския шампионат, а според резултатите за 2008 година е признат за най-добър вратар на света.

## Отличия
- Купа на УЕФА на футзал: 2008
- Руска Суперлига (2): 2008/09, 2009/10
- Купа на Русия 2007